# Louis Decazes (1889-1941)
Pour les articles homonymes, voir Decazes.
Louis Jean Victor Sévère Decazes, 4e duc Decazes et 4e duc de Glücksbierg, né le 24 février 1889 à Paris XVIe et mort le 2 juin 1941 à Lausanne, est un aristocrate français qui fut éleveur de chevaux.

## Biographie
Louis Decazes est le fils du duc Jean Élie Decazes de Glücksbierg et de son épouse, née Isabelle Singer, héritière des machines à coudre Singer. Il épouse le 2 octobre 1912 Germaine Couturié (1885-1962), héritière des châtelains du Mesnil, qui lui donne cinq enfants:
- Élie, 5e duc Decazes, (1914-2011), qui épouse Solange du Temple de Rougemont (sœur du général de Rougemont), dont descendance
- Jacques (1917-1998) qui épouse Margarita Heeren (1915-1994) des comtes de Heeren, dont descendance
- Marguerite-Marie (1918-1968) qui épouse Jehan de Noüe (1907-1999)
- Marie-Yveline (1920-1984) qui épouse en premières noces Michel de Geofroy, divorcée en 1949, et en secondes noces Henri Mojonnet, divorcée en 1966
- Édouard, (1921-2020), qui épouse en 1950 Caroline Triplett Scott, dont descendance.

Louis Decazes acquiert en 1916 le haras d'Ouilly en Normandie dont il agrandit la propriété et modernise les installations. Il achète l'étalon Prince Palatine en 1920 au magnat des mines et éleveur sud-africain Jack Barnato Joel. Son cheval L'Yser gagne en 1923 le grand Steeple-Chase de Paris. Il commence en 1921 sa collaboration avec François Dupré, à qui il vend finalement son haras en 1930.
Le duc Decazes meurt à Lausanne, où il s'est établi pour raisons de santé en 1935. Ses trois fils ont combattu dans l'armée française. Élie et Jacques ont l'un et l'autre été décorés de la Croix de guerre 1939-1945, Édouard a reçu la Croix du combattant volontaire.
Sa sœur Daisy Fellowes, née Marguerite Decazes, était une mémorialiste, journaliste de mode et icône de l'élégance de l'entre-les-deux-guerres.